# Pierre Fiche (Duneau)
Pour les articles homonymes, voir Pierrefiche.
La Pierre Fiche ou menhir de Pierrefiche est un édifice mégalithique situé à Duneau, en France.

## Description
Le menhir est situé près du hameau de Pierrefiche sur la commune de Duneau, dans le département français de la Sarthe.

## Historique
L'édifice fait l’objet d’un classement au titre des monuments historiques depuis 1889.